# 亨奥格莱兹

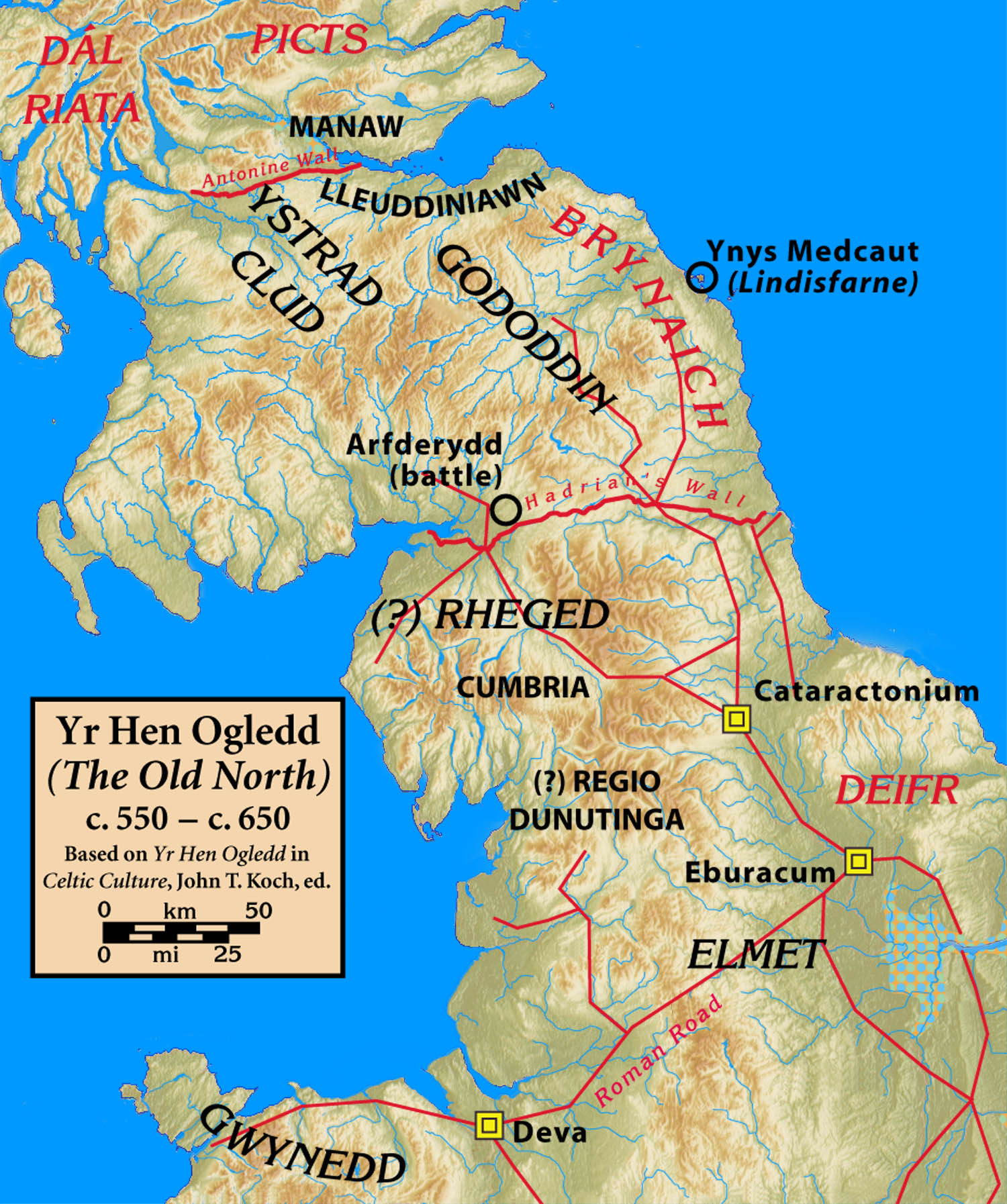
亨奥格莱兹

亨奥格莱兹（威爾斯語發音：[ˌheːn ˈɔɡlɛð]），意为古北地，是后罗马不列颠时期的凱爾特布立吞人居住的历史地区，包括现今的英格兰北部和苏格兰低地的南部。该地区的居民使用一种称为坎伯兰语的布立吞语方言，它与古威尔士语关系密切，甚至可能就是古威尔士语的一种方言。威尔士人和亨奥格莱兹的居民认为彼此同属一个民族，双方都使用源自布立吞语词汇“combrogi”的称呼“Cymry”（意为“同胞”）。亨奥格莱兹有别于大不列颠上由皮克特人、盎格鲁-撒克逊人和斯戈特人所占据的地区。
亨奥格莱兹的主要王国包括埃尔梅特、戈多丁、雷格德和斯特拉斯克莱德王国。较小的王国包括艾隆和卡尔赫芬尼兹。埃伊登、列丁尼奥恩和马瑙戈多丁显然是戈多丁的一部分。后来的盎格鲁人王国德伊勒和伯尼西亚皆拥有布立吞语来源的名称，显示它们最初可能是布立吞人王国。除斯特拉斯克莱德之外，亨奥格莱兹的所有王国在公元800年前后逐步被新兴的盎格鲁-撒克逊王国、盖尔人苏格兰人与布立吞语的皮克特人所吸收或整合；斯特拉斯克莱德最终于11世纪被说中古爱尔兰语的苏格兰王国并入。
尽管亨奥格莱兹已不存在，其记忆在威尔士仍深植人心，“亨奥格莱兹”这一名称实际上是在北方布立吞人王国灭亡后于威尔士形成的。威尔士传统中保留了“北方之人”的世系谱录，若干重要的威尔士王族追溯其血统至他们。许多早期重要的威尔士文献作品被认为出自北方之人，如塔列辛、阿内林、狂人默林以及“辛弗尔兹”诗人群体。北方的英雄如乌里恩、欧文·马布·乌里恩和科尔·亨以及他们的后裔，皆出现在威尔士诗歌和威尔士三段诗中。